# Kevin Bly
Pas d'image ? Cliquez ici

a Compétitions nationales et continentales officielles uniquement.

b Matchs officiels uniquement.
Dernière mise à jour le 15 mars 2025.
Kevin Bly, né le 28 février 1996, est un joueur de rugby à XV et à sept français qui évolue au poste d'ailier.

## Carrière
Ayant commencé le rugby à Melun à l'âge de 8 ans, il passe ensuite par le PUC pour une saison avant de finir le reste de sa formation au Racing 92, où il commence notamment à s’entraîner avec les pros. Il rejoint le RC Vannes en 2017, où il fait ses débuts professionnels.
International avec l'équipe de France de rugby à sept, il participe notamment à la coupe du monde, où il s'illustre par ses capacités offensives comme défensives,.